# Cabool
Cabool è un comune degli Stati Uniti d'America, situato nello Stato del Missouri, nella contea di Texas.